# Giacomo da Lentini
Giacomo da Lentini, também conhecido como Jacopo (il) Notaro, foi um poeta italiano do século XIII. Ele era um poeta sênior da escola siciliana e foi um notário na corte do Sacro Imperador Romano Frederico II. Giacomo é creditado pela invenção do soneto.
Sua poesia foi originalmente escrita em siciliano literário, embora só sobreviva na Toscana. Sua poesia, que foi uma adaptação ao italiano da poesia provençal dos trovadores, diz respeito ao amor cortês e cavalheiresco. Como com outros poetas da época, ele se correspondia frequentemente com outros poetas, circulando poemas manuscritos e comentando outros; um de seus principais correspondentes era Pier della Vigna. Alguns de seus sonetos foram produzidos em tenzone, uma forma colaborativa de escrita poética em que um poeta escreveria um soneto e outro responderia, igualmente em um soneto; da Lentini cooperou dessa maneira com o Abade de Tivoli.